# Coal Chamber
Coal Chamber er et amerikansk nu metal-band fra Los Angeles, Californien. Bandet blev dannet i 1994 og opløst i 2003. Sanger Dez Fafara Meegs Rascon startede She's In Pain i 1992. De to besluttede sig for at danne Coal Chamber i 1994. Deres første trommeslager John Thor var senere afløst af Mike Cox (som vandt over sin storebror i kampen om at få pladsen). Senere kom bassist Rayna Foss til, og Coal Chamber var en realitet.

## Medlemmer
- Dez Fafara – vokal
- Mikey "Bug" Cox – trommer
- Miguel "Meegs" Rascón – guitar
- Nadja Peulen – bas

### Tidligere medlemmer
- Rayna Foss-Rose – bas
- John Thor – trommer

## Discografi

### Studiealbum
- Coal Chamber
- Chamber Music
- Dark Days

### Opsamlingsalbum
- Giving the Devil His Due
- The Best of Coal Chamber

## Trivia
- AJ Soprano kan ses bærende en Coal Chamber-trøje i et afsnit af The Sopranos.

## Fodnoter
1. ↑  Essi Berelian's "Rough Guide to Heavy Metal", s. 69